# 曾擴情

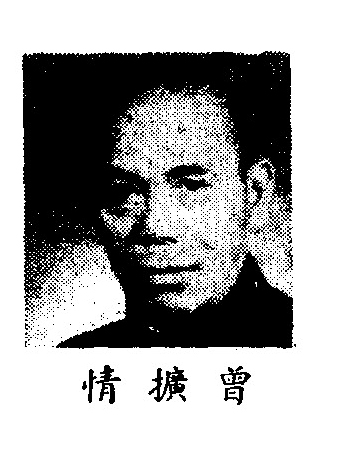
曾擴情近照

曾擴情（1894年12月24日—1983年11月3日），原名朝笏，又名慕沂，男，四川威远人，中华民国政治人物，曾任立法院立法委員。

## 生平
曾擴情光緒二十年十一月二十八日生於四川省威遠縣高家山上燒房（今山王镇兩路鄉豹山村）。幼年時進水口寺私塾讀書，1898年入威遠縣高等小學堂。1913年考入威遠縣立中學，畢業後留在威遠縣高等小學擔任教師。1917年任山王區勸學，不久，被選為區團總。後因與川軍第九師一個營長發生矛盾，棄職到成都，考入四川省立茶務講習所。1920年7月畢業後，奉命率領四川省政府組織的茶業考察團，先後到產制茶葉地區的武漢、安徽、南京、上海、杭州等地考察。1922年赴北京，考入朝陽大學法律系。
1924年2月曾擴情到上海，會見國民黨執行部負責人謝持。謝持親筆寫介紹信交給他面呈廣東省長楊庶堪，投考黃埔軍校，經複試，取錄為第二名。在軍校同學中曾擴情年紀較大，有一定的社會經驗，又愛幫助他人，大家稱他為「擴大哥」。
1924年畢業後，曾擴情分配在軍校學兵隊任見習官。1925年春，周恩來任軍校政治部主任，調曾擴情任政治部編纂。東征開始，曾擴情隨軍赴前方，做宣傳工作。同年他調任教導第一團第三營黨代表，又調任教導第四團第五連連長。9月，曾擴情隨蔣中正參加第二次東征，10月14日在惠州之役負傷。傷愈後，調教導師任第三團黨代表，後升任該師政治部主任。1926年夏初，國民黨中央黨部成立軍人部，蔣中正任部長，派曾擴情任秘書。黃埔同學會指定曾擴情等9人為籌備委員。1927年6月27日，黃埔同學會正式成立，蔣中正指派曾擴情為幹部委員兼秘書，對會員負有監督、考核、指導之責。北伐開始，曾擴情先後介紹200多名黃埔同學到湘、鄂、贛等省部隊中去任職。1927年初，他隨蔣中正的北伐軍總司令部到達南昌，負責宣傳工作。這時恰逢楊森部師長曾述孔率所部在沙市、荊州投向國民革命軍，任獨立第十三師師長。曾擴情被派去擔任第十三師黨代表兼政治部主任，他帶20多個黃埔生同去第十三師工作。同年2月，湖南省主席何鍵將獨立第十三師繳械，曾擴情逃回南昌，他將帶去十三師的黃埔生轉送到四川的第二十一軍劉湘部隊工作。這是首批黃埔生打入川軍。
1928年3月，黃埔同學會在南京召開全體大會，會員已達7700餘人，蔣中正圈定曾擴情任幹部委員兼書記長。這以後，曾擴情對黃埔後期同學，提攜獎掖，不遺餘力。曾擴情兼任國民黨中央黨部軍人科的工作後，負責委派全國各國民黨部隊中的特別黨部書記長，因而從這時起他被稱為蔣中正身邊的十三太保之一。自北伐以來，川軍先後易幟，隸屬南京政府，蔣中正派曾擴情以視察四川國民黨黨務及軍政情況為名，去摸清四川大小軍閥的底細和他們之間的矛盾狀況。曾擴情回四川在各軍活動之後，向蔣中正陳述治川意見，深得嘉許。1930年冬，曾擴情被委任為四川特派員，他知道劉湘對他入川有所防備，一到重慶便有意地將密電本遺失讓劉湘的人拾得，然後以朋友身份同劉湘的師長唐式遵、潘文華、范紹增、王纘緒和劉航琛等人混在一起結成朋友，取得了劉湘的信任，劉湘反而依靠他向蔣中正進言。四川大小軍閥為靠攏蔣中正，曾對曾擴情大獻殷勤，饋贈各種土特產禮物，被當時報紙譏諷為「繡花被面特派員」。他乘機摸清了川軍各派的內情和矛盾。1930年11月，曾擴情被選為中國國民黨中央候補執行委員。1933年元旦前後，紅四方面軍入四川，蔣中正要依靠劉湘圍攻紅軍；劉湘要蔣中正支持他攻打劉文輝。曾擴情代劉湘送《安川剿赤計劃》給蔣中正後，蔣叫曾擴情密電劉湘對劉文輝開戰「短期能解決，即可進行」。1933年3月，蔣中正派曾擴情為四川黨務特派員，負責統一整理四川黨務。曾擴情受命後去到重慶接收原四川黨務指導委員會，成立特派員辦事處。為使國民黨的勢力滲透川軍各部，他令各軍成立黨部，發展黨員，為南京政府做好統一四川的工作。
1934年4月，曾擴情任軍事委員會北平分會政訓處處長。1935年6月，日軍借口政訓處主辦的北平全市學生集訓是作抗戰準備，向國民黨當局提出無理要挾，進而迫使國民黨中央機構及軍警黨部撤離北平。蔣中正向日軍妥協，下令撤出華北的國民黨黨政軍機關。曾擴情率政訓處撤至武昌，十分氣憤地對全體人員說：「當永記此日之奇恥」。1935年8月，政訓處奉命改為軍委會西北分處，配屬以張學良為副總司令的西北「剿匪」總司令部，曾擴情任處長。蔣中正的本意是叫他監視西北的動向。但曾擴情和張學良卻建立了良好的私交，對張學良的言行從不懷疑。「西安事變」發生，曾擴情被軟禁在一家商業銀行里。一天，張學良對曾擴情說：「請你向南京廣播一下，使南京的高級負責人相信，派人來西安打破僵局，不是一件大好事嗎?」於是，曾擴情作了大意為：國家安全繫於領袖，領袖安全第一的講話。1936年12月25日蔣中正被釋放回南京。曾擴情返南京剛下飛機，戴笠對他說：「擴大哥，校長叫你反省!」，蔣中正大罵曾擴情「無恥、背叛」，「在危難之機，反替張學良說話」，下令將曾擴情關在羊皮巷一所房子內，閉門思過。 1938年2月，曾擴情被放出來，派往西安幫助胡宗南成立中央軍校第七分校。7月，他被任命為第八戰區政治部中將主任。
1945年5月，中國國民黨召開第六次全國代表大會，曾擴情被選為中央執行委員。抗戰勝利後，曾擴情任重慶行營政務處長，1947年6月任國民黨川康渝黨務特派員，9月升任重慶行轅秘書長。1948年6月委曾擴情為國民黨四川省黨部主任委員兼中央軍校四川非常委員會委員。
1949年1月，蔣中正見東南、西北相繼被攻陷，試圖以四川為最後抵抗的根據地。曾擴情奔走聯絡各方，欲以四川為基地。曾擴情留川幫助胡宗南謀劃守成都地區，並要各國民黨縣黨部組織游擊隊。12月9日，劉文輝、鄧錫侯率部隊通電“起義”。23日，曾擴情來到廣漢問心堂家暫住。26日上午，胡宗南通知他於當天10時前趕到成都鳳凰山機場，準定11時飛台灣，並送來黃金12兩、大洋100作零用。曾擴情看錶還有40分鐘，最後作出決定不離鄉土，向共產黨自首。12月29日，解放軍第十八兵團攻占廣漢。將曾擴情送至成都，轉送戰犯管理所學習改造。1959年11月，曾擴情獲特赦，安排在遼寧與子女團聚。1960年6月，任遼寧省政協文史專員，後為遼寧省政協委員，全國政協委員。1983年11月3日病逝。

## 家庭
父曾利成，農民。

## 著作
《曾擴情在川講演集》作者:曾擴情講演，中國國民黨四川省黨務特派員辦事處編，114，中國國民黨四川省黨務特派員辦事處，1934 ，叢書名:宣傳叢書，內收《望共奮起團結救國》、《國難中新聞記者的責任》、《四川黨務之新路線》等11篇。

## 出席立法院會議
第一屆第一會期
- 內政及地方自治委員會
- 教育文化委員會
- 法制委員會